# Doomer
Doomer [dúmr] je označení pro populárně-psychologický, osobnostní archetyp, který vznikl na platformě 4chan. Je jedním ze čtyř původních archetypů, které v diskusích na této platformě vznikly a označovaly čtveřici nejtypičtějších přispěvatelů do internetových diskusí. Zbylými třemi osobnostními typy jsou Boomer, Zoomer a Bloomer. 
Ačkoliv všechny čtyři pojmy vznikly ze satirických důvodů, byly velmi brzy přeneseny do oblasti psychologie, jako zcela relevantní osobnostní archetypy. Název „Doomer“ vychází z anglického slova „Doom“ (Zkáza).

## Charakteristika
Doomer je na rozdíl od ostatních archetypů z 4chanu téměř výhradně mužského pohlaví. Komunita 4chanu se zároveň shodla na tom, že největší procento "Doomerů" žije ve věku 20–35 let. Doomer je charakteristický svým smutným životním osudem, v důsledku kterého ztrácí naději a pocit štěstí a uchyluje se k nihilistickým, depresivním myšlenkám. Často trpí samotou, není schopen si najít životní partnerku/partnera, ne však kvůli svému fyzickému vzhledu, ale kvůli vyšším filosofickým cílům, které potenciální partneři z okolí nejsou schopni naplnit. V důsledku toho šíří v internetových diskusích negativně mířené zprávy.
Doomer v životě potřebuje filosofický přesah a cíl, který však nemůže najít. Získává pocit, že nic v životě nemá smysl a „žije proto, aby žil“.

## Zobrazení
Doomer je zobrazován jako muž ve věku 20-35 let, jeho tvář vychází z internetového memu Wojak. Obléká se výhradně do černého oblečení, hlavu má zakrytou buďto kapucí, nebo čepicí. Na jeho tváři je znatelný nedostatek spánku, vrásky v důsledku stresu a smutek. Obvykle bývá zobrazován buďto s cigaretou, nebo lahví alkoholického nápoje, pro zobrazení jeho nihilistické povahy a nedostatku motivace pro to, žít lepší život. Nejčastěji bývá vyobrazován jako obyvatel východní Evropy.